# Scarabeo 9
Scarabeo 9 – напівзанурене бурове судно типу Frigstad D90, споруджене з розрахунку на роботу в країнах, які знаходяться під санкціями США.

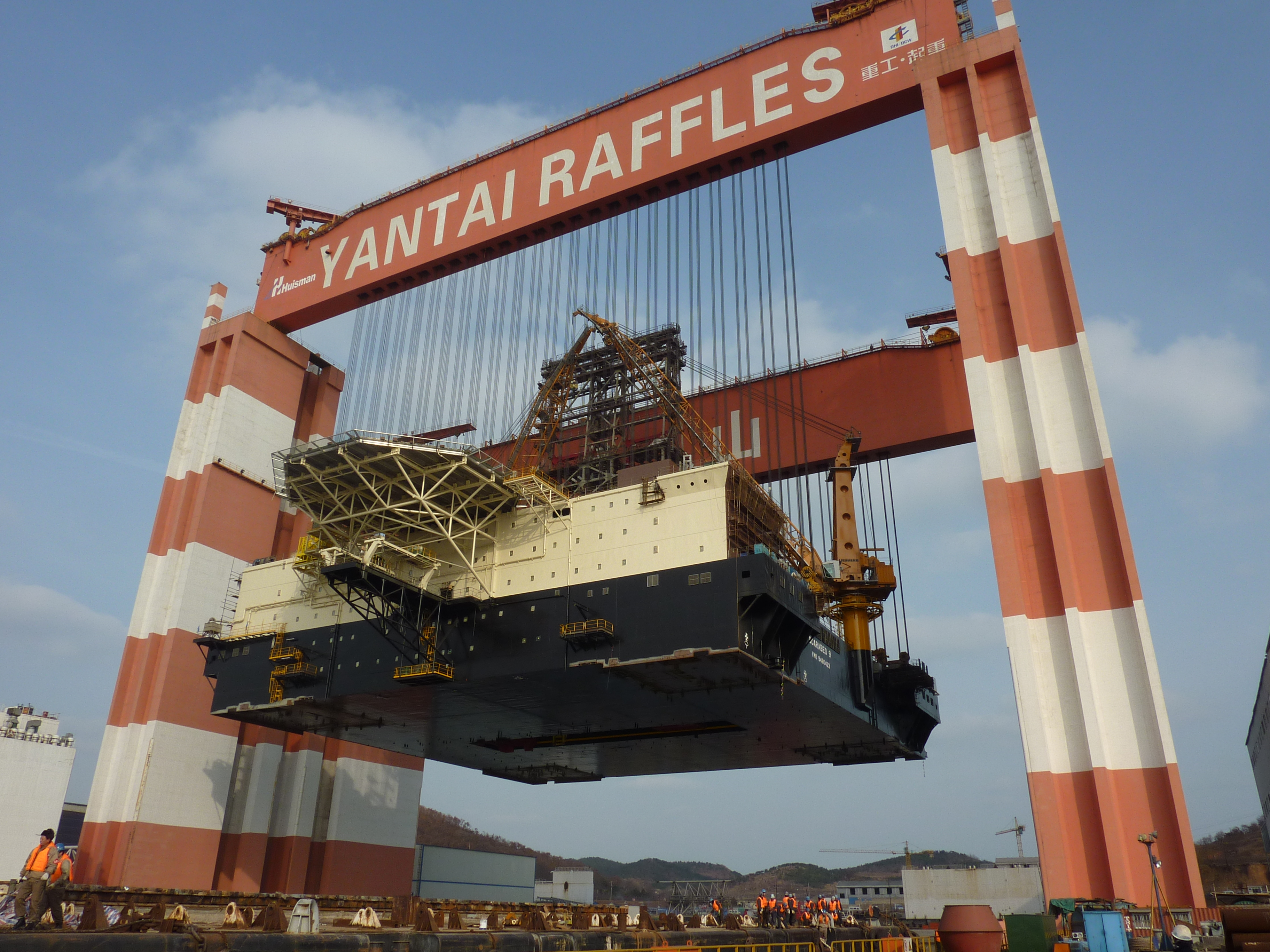
Грудень 2009-го, верф Yantai Raffles, кран завантажує головний блок судна вагою 17100 тон на баржу

## Загальні відомості
Судно спорудили у 2011 році на замовлення італійської компанії Saipem на верфі CIMC Raffles Offshore у китайському Яньтаї. 
Scarabeo 9 розраховане на роботу в районах з глибинами моря до 3658 метрів та може бурити свердловини довжиною до 15,2 км. Для утримання позиції воно використовує систему динамічного позиціонування DP3. 
Силова установка складається з восьми дизельних двигунів Wartsila потужністю по 5,4 (за іншими даними – 7,2) МВт.
На борту забезпечується проживання до 200 осіб.
Судно має майданчик для гелікоптерів, який може приймати машини типів AgustaWestland EH101 та Sikorsky 61.
При спорудженні Scarabeo 9 важливою умовою була мінімізація використання обладнання та технологій походженням з США, що повинно було дозволити судну працювати в країнах, проти яких введені санкції США. Із головних вузлів Scarabeo 9 із США походить лише превентор – пристрій, який має попередити викид вуглеводнів зі свердловини у випадку аварійної ситуації.

## Служба судна
Після спорудження Scarabeo 9 прибуло на Трініндад і Тобаго, де пройшло інспекцію на відповідність вимогам США. Після цього воно вирушило на Кубу, де мало спорудити кілька свердловин для різних замовників. Навесні 2012-го Scarabeo 9 пробурило свердловину Jaguey-1 для іспанської компанії Repsol. Її заклали в районі з глибиною моря 1700 метрів за три десятки кілометрів від північного узбережжя острова та дещо більше ніж за сотню кілометрів від Флориди. Свердловина виявилась «сухою». У серпні 2012-го завершили Catoche 1X, закладену біля узбережжя провінції Пінар-дель-Ріо (західна частина Куби) на замовлення консорціуму малазійської Petronas та російського Газпрому, в якій знайшли нафтопрояви. Нарешті, восені 2012-го для венесуельської компанії PDVSA пробурили свердловину Cabo de San Antonio 1X, закладену в районі західного завершення острова. Як і у попередніх, в ній не змогли виявити комерційних запасів вуглеводнів.
З другого кварталу 2013-го Scarabeo 9 розпочало роботу в Анголі за багаторічним контрактом з італійським енергетичним гігантом Eni. Першим завданням стало спорудження разом з іншою буровою установкою Ocean Rig Poseidon 21 свердловин за проектом West Hub (родовища Сангос, Чінгуву та Мпунгі). Станом на липень 2014-го було завершено 18 свердловин. Глибина моря в районі робіт становила від 1000 до 1500 метрів.
Судно продовжувало роботу в Анголі до серпня 2016-го, коли відплило на Канарські острови для проведення регламентних робіт, які захопили і перший квартал 2017-го.
З грудня 2017-го по березень 2018-го Scarabeo 9 провадила спорудження у російському секторі Чорного моря свердловини Maria-1, замовниками якої було спільне підприємство Роснафти та Eni. Закладена в районі з глибиною моря 2109 метрів, свердловина досягла глибини у 5265 метрів та виявила зону карбонатного колектору завтовшки 300 метрів, проте без покладів вуглеводнів.
У березні 2019-го Eni оголосила про відкриття у Середземному морі за півсотні кілометрів на північ від Синайського півострова газового родовища. Його виявили внаслідок спорудження Scarabeo 9 свердловини Nour-1 New Field Wildcat, закладеної в районі з глибиною моря 295 метрів. Вона досягнула позначки у 5914 метрів та виявила вугдеводні у відкладеннях олігоцену.
У січні 2020-го Scarabeo 9 розпочала спорудження розвідувальної свердловини Trinity-1X, закладеної у румунському секторі Чорного моря на замовлення російської компанії «Лукойл». Свердловина із проектною глибиною 2975 метрів, розташована в районі з глибиною моря 1076 метрів, виявилась «сухою». Роботи завершили навесні і в квітні 2020-го судно пройшло Босфор у південному напрямку, рухаючись для проведення чергових регламентних робіт.